# Белобрк, Йосип
Йосип Белобрк (хорв. Josip Belobrk; 12 марта 1879, Пруговац — 3 октября 1932, Загреб, Савская бановина) — хорватский юрист, профессор права и ректор Загребского университета с 1928 по 1932 год.

## Биография
Йосип Белобрк родился в деревне Пруговац, неподалёку от города Джюрджевац, в семье школьного учителя Джюры Белобрка, который был сыном известного хорватского каноника Матии Белобрка. Когда Йосипу было десять лет, умер его отец, из-за чего его мать Мария Белобрк вместе с Йосипом и ещё двумя своими детьми была вынуждена переехать в Джюрджевац, где Йосип Белобрк закончил начальную школу. Получив начальное образование, он отправился в Бьеловар, для того, чтобы пройти обучение в одной из городских гимназий. Следом за этим Белобрк обосновался в Загребе, где поступил в одну из средних школ, попав в один класс с будущим политиком Владко Мачеком, художником Бранко Шеноа, врачом Яковом Фишером, хирургом Давидом Риснером и учёным Миланом Шуфлаем. После окончания школы Белобрк остался в хорватской столице и поступил в Загребский университет, где в 1902 году ему вручили диплом юриста.
Окончив университет, Белобрк вернулся в родную жупанию, где поочерёдно занимал должность судебного пристава сначала в Джюрджевацком окружном суде, а затем в судебной коллегии в Бьеловаре. В 1903 году в том же качестве он поселился в городе Земун, где женился на дочери крупнейшего в Хорватии торговца рыбой. В Земуне Йосип находился вплоть до 1908 года, пока не был осужден властями Австро-Венгрии за участие в организации движения «Хорватско-сербская коалиция» (HSK). По решению суда Белобрк лишился своих должностей в государственных организациях в Земуне, что вынудило его продолжить заниматься юридической практикой в частных организациях. Через год после судебного процесса австро-венгерские власти сочли нежелательным присутствие в маленьком городке политически-активного молодого человека с университетским образованием, который помимо прочего был связан семейными узами с крупным финансовым капиталом, поэтому Йосип Белобрк по указанию правительства был переведён в Загреб в один из городских судов. По стечению обстоятельств именно в этом суде шёл процесс над 53 членами Сербской независимой партии, принимавшими участие в деятельности HSK. Белобрк был избран помощником главного следователя по этому делу и в силу своего положения он был обязан проводить допросы подсудимых и собирать данные, приближающие признание политиков виновными по статье о государственной измене. Позиция Белобрка, являвшегося сторонником HSK, разнилась с позицией официальных властей, поэтому вскоре он был отстранён от дела и переведён на административную должность в один из других судов Загреба.
Параллельно с работой в судебной системе, Белобрк также занимался и преподавательской деятельностью. Начало его преподавательской карьере было положено в 1909 году в Академии лесного хозяйства и геодезии Загребского университета, где он занимал пост доцента права. Следующее за этим по хронологии назначение Йосип Белобрк получил не в рамках системы образования, а в сфере государственного управления, когда в 1910 году ему был пожалован пост в одном из отделов земельного управления Королевства Хорватия и Славония, где в течение следующих семи лет он сделал довольно успешную карьеру. Продвижения по карьерной лестнице Белобрк добился также и в качестве преподавателя, получив в 1920 году новое для себя звание профессора в недавно созданной Высшей технической школе. Йосип Белобрк прочно связал свою жизнь с этим учебным заведением, заняв в 1921 году пост декана судостроительного факультета, а после преобразования школы в 1926 году в Технический факультет Загребского университета, Белобрк став его первым избранным деканом. В 1928 году ему пришлось покинуть пост главы вверенного ему факультета, из-за нового назначения, а именно назначения на пост ректора Загребского университета, который он занимал вплоть до своей смерти в 1932 году.